# Province de Puerto de Mejillones
La province de Puerto de Mejillones (en espagnol : Provincia de Puerto de Mejillones) est une des 16 provinces du département d'Oruro, en Bolivie. Son chef-lieu est la ville de La Rivera.